# Strongylaspis granigera
Strongylaspis granigera är en skalbaggsart som beskrevs av Bates 1884. Strongylaspis granigera ingår i släktet Strongylaspis och familjen långhorningar.
Artens utbredningsområde är:
- Costa Rica.
- Panama.

Inga underarter finns listade i Catalogue of Life.